# Circuito Audi MedCup
El Circuito Audi MedCup fue una competición de vela que se celebró en Europa entre 2005 y 2011, organizada por la empresa World Sailing Management (WSM).
Era el circuito de regatas de vela de crucero líder en el mundo.
Competían solamente yates de la clase Transpac 52 (TP52), yates de 15,85 metros de eslora, construidos en carbono, con 12 tripulantes a bordo, hasta 2008. En 2009 y 2010 se añadieron yates de la clase ORC Grand Prix 42 (GP42), yates de 12,80 metros de eslora, construidos en carbono, con 10 tripulantes a bordo, y se establecieron dos categorías. En 2011 se pasó a usar yates de la clase Soto 40 (S40). Precisamente la utilización de yates de la misma clase era uno de los mayores atractivos del Circuito Audi MedCup, ya que el primero que cruzaba la meta ganaba, sin compensaciones de tiempo.
Al retirarse el patrocinador en 2012, la competición fue sustituida por otra similar denominada 52 Super Series.

## Historia
El circuito nació en 2005 con el objetivo de eludir el sistema de índice de audiencia, y poder competir en tiempo real para conocer el nombre del vencedor tras cruzar la línea de llegada, y no horas después de haber realizado una serie de complejos cálculos. 
Se eligieron los yates de 52 pies que se utilizaban en los Estados Unidos TP52. Posteriormente, en 2009, se incorporó el modelo europeo GP42 (ORC Grand Prix 42), yates de 12,80 metros de eslora, construidos en carbono, con 10 tripulantes a bordo. En 2011, los GP42 son sustituidos por los S40 (Soto 40). 
En la temporada 2005, en la primera prueba en Punta Ala (Provincia de Grosseto, Italia), sólo hubo siete barcos en la línea de salida, pero la flota fue incrementándose hasta los once barcos.
En 2006 ya hubo 22 barcos compitiendo, y se aumentaron el número de regatas y de sedes (Punta Ala, Castellón de la Plana, Puerto Portals, Palma de Mallorca, Atenas e Ibiza).
En 2007 fueron 24 los barcos y Alicante, Palma de Mallorca, Puerto Portals, Portimão y Hyères. Venció el Artemis sueco con Russell Coutts de táctico a bordo.
En 2008 la empresa alemana Audi se incorporó como patrocinador del Circuito MedCup. Se disputaron seis regatas puntuables en Marsella, Cagliari, Cartagena, Alicante, Puerto Portals y Portimão. 
2009 fue el primer año que compitió la clase GP42, por lo que el circuito se dividió en dos categorías: GP42 Series y TP52 Series. Las cinco sedes fueron Alicante, Marsella, Cagliari, Portimão y Cartagena. En las TP52 Series se estrenaba el Emirates Team New Zealand, que resultó vencedor. En las GP42 Series, hubo siete equipos.
En 2010 las cinco sedes fueron Cascaes (Trofeo de Portugal), Marsella (Trofeo de Marsella), Barcelona (Trofeo Conde de Godó Ciudad de Barcelona), Cartagena (Trofeo Caja Mediterráneo Región de Murcia) y Cagliari (Trofeo Región de Cerdeña).
En 2011 las regatas tuvieron lugar en Cascais, Marsella, Cagliari, Cartagena, y Barcelona. El Quantum Racing venció por segunda vez (ya lo había hecho en 2008) en la clase TP52, mientras que el Iberdrola Team de Agustín Zulueta, con José María Torcida a la caña, lo hacía en la clase S40. 
El 6 de diciembre de 2011, World Sailing Management (WSM) anunció mediante un comunicado oficial que suspendía la celebración del circuito en 2012.

## Sedes
Las sedes de la última edición, en 2011, fueron:
| Regata                                        | Sede             | Fecha               |
| --------------------------------------------- | ---------------- | ------------------- |
| Trofeo de Cascaes                             | Cascaes Portugal | 17-21 de mayo       |
| Trofeo de Marsella                            | Marsella Francia | 14-19 de junio      |
| Trofeo Región de Cerdeña                      | Cagliari Italia  | 19-24 de julio      |
| Trofeo Región de Murcia - Ciudad de Cartagena | Cartagena España | 23-28 de agosto     |
| Trofeo Conde de Godó - Ciudad de Barcelona    | Barcelona España | 11-17 de septiembre |

## Palmarés
| TP52 |                                |                    |                |
| Año  | Campeón                        | Patrón             | País           |
| 2005 | Pisco Sour                     | Vasco Vascotto     | Chile          |
| 2006 | Mutua Madrileña - Mean Machine | Peter de Ridder    | Mónaco         |
| 2007 | Artemis                        | Torbjorn Tornqvist | Suecia         |
| 2008 | Quantum Racing                 | Terry Hutchinson   | Estados Unidos |
| 2009 | Emirates Team New Zealand      | Dean Barker        | Nueva Zelanda  |
| 2010 | Emirates Team New Zealand      | Dean Barker        | Nueva Zelanda  |
| 2011 | Quantum Racing                 | Ed Baird           | Estados Unidos |

| GP42 |                              |                            |        |
| Año  | Campeón                      | Patrón                     | País   |
| 2009 | Islas Canarias Puerto Calero | José María Ponce Fernández | España |
| 2010 | Madrid - Caser Seguros       | José María van der Ploeg   | España |
| S40  |                              |                            |        |
| Año  | Campeón                      | Patrón                     | País   |
| 2011 | Iberdrola Team               | Agustín Zulueta            | España |